# Jean-Baptiste Gros (homme politique)
Pour les articles homonymes, voir Jean-Baptiste Gros et Gros.
Jean-Baptiste Gros est un homme politique français né le 19 mai 1759 à Salers (Cantal) et mort à une date inconnue.

## Biographie
Homme de loi à Salers, il est député du Cantal de 1791 à 1792, siégeant avec la majorité. Il est ensuite procureur syndic du district de Mauriac. Il est juge au tribunal civil de Mauriac de 1800 à 1809.

## Sources
- « Jean-Baptiste Gros (homme politique) », dans Adolphe Robert et Gaston Cougny, Dictionnaire des parlementaires français, Edgar Bourloton, 1889-1891 [détail de l’édition]